# Thomas McMillan (Politiker, 1919)
Thomas McMillan (* 12. Februar 1919; † 30. April 1980) war ein schottischer Politiker.

## Politischer Werdegang
Seit den Unterhauswahlen 1950 hielt der Labour-Politiker James McInnes das Mandat des Wahlkreises Glasgow Central. Zu den Unterhauswahlen 1966 trat er nicht mehr an. Stattdessen bewarb sich McMillan für die Labour Party um das Mandat des Wahlkreises. Sein einziger Kontrahent war der Konservative R.B. Anderson. Am Wahltag setzte sich McMillan mit einem Stimmenanteil von 74,8 % deutlich gegen Anderson durch und zog in der Folge erstmals in das britische Unterhaus ein. Bei den folgenden Unterhauswahlen 1970, Februar 1974, Oktober 1974 sowie 1979 hielt McMillan das Mandat für die Labour Party. Er verstarb im April 1980, vor Ende der Wahlperiode. Nach seinem Ableben waren im Wahlkreis Glasgow Central Nachwahlen vonnöten. Diese gewann McMillans Parteikollege Robert McTaggart. Aus seinen 14 Jahren im House of Commons sind 167 Beiträge McMillans verzeichnet.